# EP (minialbum Grammatika)
EP – minialbum polskiej grupy muzycznej Grammatik. Wydawnictwo ukazało się w 1998 roku nakładem samego zespołu.
Materiał sprzedał się w nakładzie około 500 egzemplarzy. Nagrania wyprodukował w całości Noon. Z kolei jedynym gościem na albumie był Ash, który wkrótce potem dołączył do zespołu. W dwóch skitach („Pierwsze słowa”, „Ostatnie słowa”) występują recytacje „Mszy wędrującego” Edwarda Stachury wykonywane przez Annę Chodakowską. Na płycie znalazły się także dwa krótkie utwory instrumentalne „Pierwsze dźwięki” i „Ostatnie dźwięki”.
27 września 1999 roku nakładem wytwórni muzycznej Blend Records ukazało się wznowienie nagrań pod tytułem EP+. Na reedycji znalazły się dwa dodatkowe utwory: remiks „Płaczę rymami” w wykonaniu formacji Skalpel i remiks „CHCWD” w wykonaniu Thundera.
Pochodzący z albumu utwór pt. „Płaczę rymami” znalazł się na liście „120 najważniejszych polskich utworów hip-hopowych” według serwisu T-Mobile Music.

## Lista utworów
Opracowano na podstawie materiału źródłowego.
| 1. „Świt” (produkcja: Noon) – 00:42 2. „Czasem” (produkcja: Noon, gościnnie: Ash) – 04:02[A] 3. „To co w cenie” (produkcja: Noon) – 03:27[B] 4. „Pierwsze dźwięki” (produkcja: Noon) – 00:22 5. „CHCWD” (produkcja: Noon) – 03:12[C] 6. „Płaczę rymami” (produkcja: Noon) – 04:17[D] 7. „Pierwsze słowa” (produkcja: Noon) – 00:30[E] 8. „Znalazłem schronienie” (produkcja: Noon) – 05:09 9. „Dali” (produkcja: Noon, scratche: DJ Romek) – 03:20 10. „Ostatnie dźwięki” (produkcja: Noon) – 00:39 11. „Południe” (produkcja: Noon) – 01:09[F] 12. „Zawsze żywy” (produkcja: Noon) – 04:04 13. „Ostatnie słowa” (produkcja: Noon) – 01:01[G] 14. „Moja historia” (produkcja: Noon) – 03:37[H] 15. „Północ” (produkcja: Noon) – 00:40 EP+ 1. „Płaczę rymami” (Skalpel rmx) (produkcja: Skalpel) – 03:50[I] 2. „CHCWD” (Thunder rmx) (produkcja: Thunder) – 07:17 |  | Notatki - A^ W utworze wykorzystano sample z piosenki „Nothing That I Didn't Know” w wykonaniu Procol Harum. - B^ W utworze wykorzystano sample z piosenki „Nothing You Can Do” w wykonaniu Average White Band. - C^ W utworze wykorzystano sample z piosenki „Deszcz w obcym mieście” w wykonaniu Andrzeja Rybińskiego. - D^ W utworze wykorzystano sample z piosenek „Taki pejzaż” w wykonaniu Ewy Demarczyk i „Liryczni partyzanci” zespołu Poema Faktu. - E^ W utworze wykorzystano wiersz „Miłość jest...” Edwarda Stachury w wykonaniu Anny Chodakowskiej. - F^ W utworze wykorzystano sample z piosenek „Doliny w kwiatach” i „Minęło wczoraj” w wykonaniu Krystyny Konarskiej oraz „Reprezentowice” zespołu Centrala Katowice. - G^ W utworze wykorzystano wiersz „Pochyl się nad sobą...” Edwarda Stachury w wykonaniu Anny Chodakowskiej. - H^ W utworze wykorzystano sample z piosenek „Bądź z nami dobrej myśli” i „Być narzeczoną twą” w wykonaniu Ireny Jarockiej oraz „Jesteś prawym człowiekiem?...” w wykonaniu Edwarda Stachury i Anny Chodakowskiej. - I^ W utworze wykorzystano sample z piosenki „Freedom Jazz-Dance” w wykonaniu The Leszek Zadlo Ensemble. |